# Ц
Ц (minuskule ц) je písmeno cyrilice.
V abcházštině se vyskytuje varianta písmena Ц, písmeno Ҵ.
V latince písmenu Ц odpovídá písmeno C (c) ve slovanských jazycích, případně spřežka ts v germánských jazycích, v arménském písmu mu odpovídá písmeno Ց (ց), v gruzínském písmu písmeno ც.
V hlaholici písmenu Ц odpovídá písmeno Ⱌ.